# Koyata Yamamoto
Koyata Yamamoto (山本顧彌太?, Yamamoto Koyata; Osaka, 19 gennaio 1886 – 25 novembre 1963) è stato un imprenditore giapponese.

## Biografia

### I primi anni

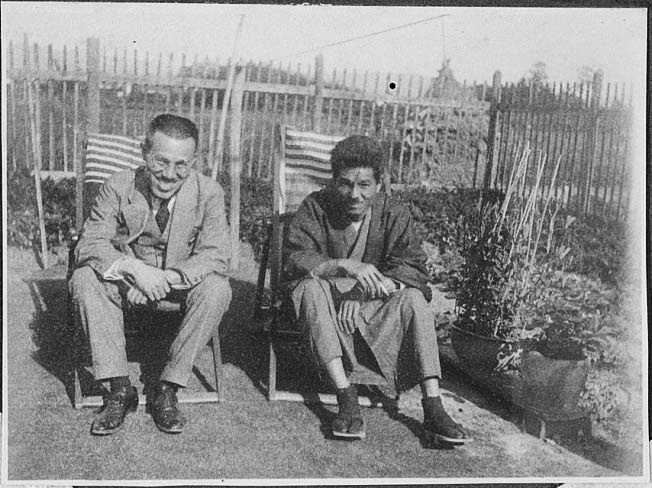
Yamamoto (a sinistra) e Tomimoto, 1919 ca.

Koyata Yamamoto nacque a Osaka il 19 gennaio 1886, figlio di Shinichirō Yamamoto e di sua moglie Hisa, e fratello minore di Hirokazu Yamamoto. Nel 1905 conseguì il diploma alla scuola superiore commerciale di Osaka. Ottenne un impiego commerciale presso la filiale di Osaka della Satsuma & Co., presieduta da Tokusaburō Satsuma, dove gli fu assegnato il reparto del cotone, sotto il manager Gentarō Odō. In seguito fondò industrie tessili cotoniere e, il 1º febbraio 1919, la Yamamoto Shōten Corporation, dirigendo la filiale di Osaka come direttore esecutivo e facendo una fortuna.
Amante della cultura e dell'arte, nel 1915 questo eccezionale uomo d'affari del Kansai fu uno dei patrocinatori di Kenkichi Tomimoto, il famoso ceramista del villaggio di Ando, nella vicina prefettura di Nara, e visitò spesso la fornace con sua moglie. Per questo, quando venne pubblicato nel marzo 1923, la moglie del vasaio, Kazue Tomimoto, dedicò ai coniugi Yamamoto il suo racconto Il mio povero vicino. Nel 1919, fornì principalmente con Eizō Furuta, Takeyoshi Ōsako e Suteichi Fukui il sostegno finanziario al "centro di soccorso per l'amicizia della compagnia di Gesù" di Kōbe. Nel 1924, fu con Seiichi Ueno, Katsugorō Tsuda e Sutejirō Ogura tra le circa dieci persone a cui l'istituto di pittura occidentale Shinanobashi di Osaka chiese di formare un gruppo di supporto per l'affitto. Nel 1925, partecipò con Konan Naitō, Ichizō Kodama, Abe, Takenosuke Itō e Kodera ad un incontro sul movimento del 30 maggio.

### Il dipinto di Van Gogh

Yamamoto (a sinistra) e Mushanokōji seduti davanti al dipinto, 1935 ca.

Apprezzando molto le arti, occasionalmente scrisse delle poesie. Nel 1915 lesse il romanzo Quando aveva 30 anni, dello scrittore e artista Saneatsu Mushanokōji. Gli fece una tale impressione che dovette leggere molte altre opere dell'autore e, nel 1917, strinse una forte amicizia con lui, che durò fino alla morte, diventando una presenza patronica della Shirakaba-ha. Colpito dalla passione del suo amico, non avendo trovato un compratore giapponese, con il musicista parigino Masanosuke Sōma come intermediario, acconsentì senza esitazione a comprare Natura morta: Vaso con cinque girasoli, il capolavoro di Vincent van Gogh, da un venditore a Parigi per 70.000 franchi, a quel tempo circa 20.000 yen, l'equivalente di 200 milioni di yen oggi (1,886,800 dollari), diventando il primo lotto di acquirenti di dipinti occidentali. Acquistò anche schizzi di pittori come Cézanne, Millet e Delacroix.
Spedito dalla Francia sul vapore postale Binna il 21 maggio 1920, il pregiato dipinto arrivò in Giappone, nella casa di famiglia del fratello maggiore di Mushanokōji, intorno al 12 dicembre. Intendeva presentare il pezzo a un museo d'arte della città di Ashiya che Mushanokōji e altri letterati avevano sperato di stabilire: il progetto "Museo di Shirakaba". Tuttavia, prima che fosse realizzato, il piano venne rinviato a tempo indeterminato a causa della lunga recessione economica causata dal grande terremoto del Kantō del 1923. Dal 5 al 13 marzo 1921 comparve alla prima mostra della società farmaceutica Hoshi di Tokyo e fu ben accolto dal pubblico, specialmente alla seconda di Osaka dal 21 al 25 novembre 1924, dove attrasse più attenzione di tutti gli altri numerosi quadri. Alla mostra di Shinanobashi, la grossa cornice pesante causò la caduta del dipinto dalla parete, e venne danneggiato. Ne rimase così offeso, che non consentì mai più di esporlo in pubblico.
Nel 1927, andato in bancarotta, chiuse l'azienda e vendette i terreni e la casa, ma non il dipinto perché pensava che non fosse suo, ma che gli fosse stato affidato. Nel 1943 pubblicò una raccolta di 812 delle sue poesie di haiku, in un volume intitolato Girasoli. La copertina era illustrata con un disegno basato su Quattordici girasoli e, modestamente, non usò la sua versione.

### La guerra
Durante gli ultimi anni della seconda guerra mondiale, preoccupato per i pesanti bombardamenti nella regione di Hanshin, chiese a una banca di Osaka di custodirlo nei sotterranei. La banca rifiutò, asserendo che l'umidità avrebbe danneggiato il delicato dipinto. Così, essendo anche difficile costruire un magazzino sul campo di battaglia, finì per lasciarlo al solito posto, su una parete sopra il divano nel salotto della sua grande residenza nel distretto di Uchide, sulla costa sud di Ashiya, quartiere benestante di Kōbe, nella prefettura di Hyōgo, nei pressi di Osaka. Nel corso del 1945, le zone attorno ad Ashiya e Nishinomiya subirono quattro attacchi aerei su larga scala da parte degli statunitensi B29, sotto il comando del generale Curtis LeMay: l'11 maggio, il 5 giugno, il 15 giugno e il 5-6 agosto. Nell'ultimo, da notte fino a mattina presto, per coincidenza lo stesso giorno di quello atomico su Hiroshima, morirono 89 persone e 2.833 abitazioni vennero in tutto o in parte distrutte da più di 1.500 bombe incendiarie. Anche la sua abitazione bruciò fino alle fondamenta. Riuscì a salvare alcuni oggetti di valore e aveva quasi salvato il dipinto, ma essendo racchiuso nella robusta cornice ingombrante, era troppo pesante e difficile da trasportare durante un'evacuazione di emergenza, e lo lasciò bruciare per poter fuggire.

### Gli ultimi anni
Sopravvissuto ai raid aerei nove giorni prima della fine della guerra, in seguito sostenne e incoraggiò la nascita di scuole di poeti come la società haiku di Ashiya, lasciando un certo numero di composizioni haiku sotto lo pseudonimo di Kodō. Nel 1952, a Osaka, scrisse sull'ultimo lascito di Buddha:

### La morte
Devastato dopo la guerra, l'ultimo proprietario dei "Girasoli di Ashiya" si scusò profondamente con Mūshanokoji e non accennò mai più al suo tanto amato dipinto, che aveva deciso di conservarlo con cura in una grande scatola di legno di canfora fino a quando l'idea sul museo non fosse stata ripresa in futuro. Morì il 25 novembre 1963, all'età di 77 anni.

## Vita privata
Si sposò con Fumiyo Kaneda, figlia maggiore di Yoshitarō Kaneda, ed ebbero tre figli: Kazuya, Hisaya e Shigeyo.

## Cultura postuma
Una copia su tavola di porcellana del quadro di Van Gogh venne riprodotta dal museo d'arte internazionale di Otsuka, nella città di Naruto, nella prefettura di Tokushima, il 1º ottobre 2014. Chieko Kamei, la nipote sposata, dichiarò di essere contenta che la volontà del nonno venga ereditata per il futuro.

## Opere rappresentative
- Thirty Years in Cotton Circles, pubblicato il 10 marzo 1935;
- The Last Word, nel 1952;
- The Sutra of the Teaching Left by the Buddha, nel 1952.

## Nella cultura di massa

### Letteratura
- Vincent and Theo Van Gogh, mostra presso l'Hokkaido Museum of Modern Art: 5 luglio - 25 agosto 2002, curata da Yukihiro Satō, Takashi Kamata e Yayoi Yanagisawa, Hokkaido Shimbun Press, 2002, pp. 270-277.